# Synaphea endothrix
Synaphea endothrix är en tvåhjärtbladig växtart som beskrevs av Alexander Segger George. Synaphea endothrix ingår i släktet Synaphea och familjen Proteaceae. Inga underarter finns listade i Catalogue of Life.